# 아르만도 카스텔라치
아르만도 카스텔라치(이탈리아어: Armando Castellazzi arˈmando kastelˈlattsi[*]; 1904년 10월 7일, 롬바르디아 주 밀라노 ~ 1968년 1월 4일, 롬바르디아 주 밀라노)는 이탈리아의 전 프로 축구 선수이자 감독으로, 현역 시절 미드필더로 활약했다.

## 클럽 경력
밀라노 출신인 카스텔라치는 1920년대부터 1930년대까지 현역 시절을 전부 세리에 A의 암브로시아나-인테르에서 보냈다. 그는 모든 대회를 통틀어 261번의 경기에 출전해 16골을 기록했고, 소속 구단의 1929-30 시즌 리그 우승에 일조했다. 그의 첫 경기는 2-1로 이긴 리보르노와의 1929년 10월 6일 원정 경기였다.

## 국가대표팀 경력
그는 이탈리아 국가대표팀 경기에 1929년부터 1934년까지 3번 출전했다. 그는 1929년 12월 1일, 6-1로 이긴 밀라노에서의 포르투갈 친선전에 첫 국가대표팀 경기를 치렀고, 이후 1930년 2월 9일에 로마에서 열린 스위스와의 친선경기에도 출전했다. 그의 마지막 국가대표팀 경기는 이탈리아에서 열린 1934년 월드컵 본선 경기로, 피렌체에서 열린 스페인과의 5월 31일 8강전 경기에 출전했고, 결과는 1-1 무승부였다. 이탈리아는 이 대회에서 우승을 거두었다.

## 감독 경력
32세에 축구화를 벗은 카스텔라치는 암브로시아나-인테르에 잔류했고, 1937-38 시즌에 감독을 맡아 소속 구단을 정상에 오르며 선수와 감독으로서 모두 우승을 경험한 최초의 이름으로 역사에 남게 되었다.

## 경력 통계

### 국가대표팀
출처:
| 국가대표팀 | 연도 | 출장 | 골 |
| ---------- | ---- | ---- | -- |
| 이탈리아   | 1929 | 1    | 0  |
| 이탈리아   | 1930 | 1    | 0  |
| 이탈리아   | 1934 | 1    | 0  |
| 합계       | 합계 | 3    | 0  |

## 수상

### 선수
암브로시아나-인테르
- 세리에 A: 1929–30

이탈리아
- 월드컵: 1934

### 감독
암브로시아나-인테르
- 세리에 A: 1937–38